# 拳銃無頼帖シリーズ
拳銃無頼帖シリーズ（けんじゅうぶらいちょうシリーズ）は、城戸禮の小説を原作とした日本のアクション映画シリーズ。いずれも野口博志（野口晴康）監督、カラー、日活スコープ（2.35:1）。
1960年（昭和35年）、日活製作・配給にて赤木圭一郎主演で4作品が作られ、赤木急死によるシリーズ中断の数年後、主演者を変更した2作が作られた。
赤木演じる拳銃使いと、宍戸錠演じるライバルの殺し屋（いずれも作品によって役名が異なる）が毎回敵対しながらも、一緒にギャング組織と戦う。赤木演じる主人公は常に裏稼業から足を洗いたいと思っているが、状況がそれを許さず、やむを得ず銃を握る。

## 赤木圭一郎主演シリーズ
1. 拳銃無頼帖 抜き射ちの竜 - 赤木圭一郎の役名は「剣崎竜二」、宍戸錠の役名は「コルトの銀」。
2. 拳銃無頼帖 電光石火の男 - 赤木圭一郎の役名は「丈二」、宍戸錠の役名は「五郎」。
3. 拳銃無頼帖 不敵に笑う男 - 赤木圭一郎の役名は「壇竜四郎」、宍戸錠の役名は「コルトの謙」。
4. 拳銃無頼帖 明日なき男 - 赤木圭一郎の役名は「壇竜四郎」、宍戸錠の役名は「コルトの譲」。

## リメイク・番外編シリーズ
- 抜き射ちの竜 拳銃の歌 - 1964年（昭和39年）。高橋英樹主演。
- 拳銃無頼帖 流れ者の群れ - 1965年（昭和40年）。小林旭主演。城戸禮ではなく松浦健郎原作による番外編。